# 霍甫水絲蚓
霍甫水絲蚓（學名：Limnodrilus hoffmeisteri），又譯作霍氏顫蚓，俗稱紅蟲，屬於單向蚓目仙女蟲科水絲蚓屬，是目前世上最廣泛分佈及大量存在的寡毛綱物種。

## 棲息地
本物種主要棲息於淡水及鹹淡水交界。